# ماليش حد (فلم)
ماليش حد هو فيلم مصري، من تأليف محمد مصطفى سامي، وإخراج إبراهيم عمارة، وبطولة كل من شادية وماجدة وشكري سرحان ومن إنتاج ماري كويني، وهو من إنتاج عام 1953 .

## القصة
يعيش رجلا حياة سعيدة مع زوجته وابنتيه وبعد وفاة زوجته يكشتف خطابا غراميا بين أوراقها، فيدخل في سلسلة من الشكوك حول زوجته وماضيها حيث يظن أن زوجته كانت تخونه، بل يتطور الأمر لشكه في نسب ابنتيه فيعملهم بقسوة وتغادر ابنتاه هربا من قسوة والدهما عليهما.

## الممثلون
- شادية
- ماجدة
- عباس فارس[4]
- شكري سرحان
- فردوس محمد
- سميحة توفيق
- زينات صدقي
- محمود السباع
- زكي الفيومي
- زكي إبراهيم
- شفيق نور الدين
- محمود شكوكو
- محمد سليمان
- محسن حسنين
- عبد العزيز خليل
- لطفي الحكيم
- زكي محمد حسن
- أنور زكي
- لولا عبده
- عبد المنعم بسيوني
- سعاد فوزي
- خيرية أحمد
- إستر شطاح
- عزيزة بدر
- عبد الغني النجدي
- عبد العظيم كامل
- محمد الديب